# Ansac-sur-Vienne
Ansac-sur-Vienne är en kommun i departementet Charente i regionen Nouvelle-Aquitaine i västra Frankrike. Kommunen ligger  i kantonen Confolens-Nord som ligger i arrondissementet Confolens. År 2022 hade Ansac-sur-Vienne 816 invånare.

## Befolkningsutveckling
Antalet invånare i kommunen Ansac-sur-Vienne
Referens:INSEE